# パナール M3
パナール M3（パナールエムさん、Panhard M3）はフランスのパナール社が1960年代に輸出市場向けのプライベートベンチャーとして開発した4×4輪駆動の装輪式装甲兵員輸送車ファミリーである。
M3はパナール社が1960年代に量産していたAML-60/90偵察装甲車の車体、走行装置コンポーネントの大部分を共有する設計となっており、95％の部品互換性があるとされている.。基本的なモデルは装甲兵員輸送車タイプのパナール M3 VTT( Véhicule de Transport de Troupes ) で、この派生車種として装甲救急車、回収車、工兵車、指揮車両、自走砲型などの様々なタイプが製作された.。また、推進用スクリュー等の装備は持たないが水陸両用能力を持ち、河川などを浮航して横断する事が可能であった。
パナールM3はフランス軍では採用されていないが、意図されていた輸出市場では一定の成功を収め、アフリカや中東地域の軍や治安部隊で広く導入された。

## 概要
パナールM3の基本設計構想は、1959年にAML-60/90装甲車と共にフランス造兵廠(DEFA)の要求仕様に基づいて提案されたものである。この提案はフランス陸軍に受け入れられなかったが、AML-60/90装甲車がフランス軍および輸出市場に受け入れられた1967年頃に、輸出市場向けの試作車の具体的な開発が開始された。
最初の試作車は1969年8月に完成した。この車両はAML装甲車と同じ車台を使用していたが、装甲兵員輸送車としての使いやすさを考え、エンジンが車体後部から車体前方寄り（操縦席のすぐ後ろ）の位置に移動しており、車体後部にスペースを取れる構造に変更されていた。また、ホイールベースも少し伸ばされていた。この変更にもかかわらず、元のAML装甲車との部品互換性が非常に高いレベルで保たれていた。
最初の試作車は垂直面で構成された箱状の形状で、銃眼や視察孔の少ない構造であったが、その後傾斜した装甲板で構成された車体で銃眼やハッチを多く持つ構造に改められ、このモデルが1971年から量産型として生産された。
パナールM3は最初に、既にAML装甲車を多数導入していたサウジアラビアとイラクへの売り込みが行われた。サウジアラビアは最初の150両の量産車を注文し、続いてイラクが60両を発注した。この後、1972年までの間にポルトガル、スペイン、アイルランド、レバノン、ザイールからの発注が行われた。1978年にはアラブ首長国連邦が198両を発注し、M3の最大ユーザーとなった。
1986年までに総計1,180台のM3シリーズが生産され、輸出先は26カ国となっていた。この頃にはパナールM3はかなり旧式化していたため、パナール社は後継としてパナール バッファロー装甲車 (Panhard Buffalo)の開発を行った。バッファローはM3に比べ車体がやや大型化し、また大型の車外収納箱が取り付けられていた。この収納箱は地雷の爆発時に中空装甲として機能し、車体へのダメージを軽減するよう設計されていた。この一方、バッファローはAMLやM3との部品互換性は保たれていた。しかしながらバッファローは輸出市場で成功せず、コロンビアとアフリカ向けに少数が生産されるに留まった。

## 形式・派生型
M3 VTT
M3シリーズの基本型で、2名の乗員に加えて10名の武装兵士が搭乗可能な装甲兵員輸送車型。固定武装としてはフランス製のAA-52汎用機関銃の他、FN-MAG、MG3、M1919など西側製の7.62mm汎用機関銃が広く使用された。
M3 VDA
イスパノ・スイザ HS.820 20mm機関砲 2門を搭載する1人乗りの回転砲塔を搭載した自走式対空砲型。発射速度は通常毎分200発だが、車体をジャッキで固定した場合は毎分1000発が可能。搭載弾薬は650発である。砲塔は3秒で360度回転し、2秒で水平状態から最大仰角をとる事が可能。また、距離8km以内の4つの目標を追跡するESDRA-20ドップラーレーダーを搭載している。
車体重量は7トンを超え、M3の派生型としては最も重い車種となる。
M3 VAT
修理/回収車両型。発電機、照明機材、牽引装置、溶接・溶断用機材などを搭載する。
M3 VLA
ドーザーブレードを装備した工兵車両型。
M3 VPC
無線機、通信設備、追加のバッテリー、地図用の台などを持つ指揮通信型。6箇所のアンテナマストを持つ。
M3 VTS
装甲救急車型。4台のストレッチャーを搭載可能。後部ドアが大型の一枚開きの物に換装されている。
M3 VTM
迫撃砲を牽引する砲兵トラクター型。車内には弾薬搭載スペースが設けられ、重迫撃砲牽引用の牽引具が追加されている。
M3 VPM
回転砲塔に81mm迫撃砲を搭載した自走迫撃砲型。車内に60発の砲弾を搭載する。
M3 VTT 60 B
回転砲塔に60mm迫撃砲を搭載した自走迫撃砲型。砲塔はAML-60のものとよく似ているが、同軸機銃は搭載されていない。
M3 VTT TH
4連装のHOT対戦車ミサイル発射機を搭載する対戦車車両。車内にミサイルを10発搭載し、再装填して使用可能である。
M3 Internal Security
治安維持、暴徒鎮圧用車両。障害物除去用の衝角、暴徒鎮圧剤を発射する発射機などを装備する。
ボスボック
南アフリカ共和国でライセンス生産されたM3 VTT。エンジンは南アフリカ製の物に換装されている。
南アフリカ軍がラーテル歩兵戦闘車の自国開発に軸足を移したため3両が製造されるに留まった。
この他、他国のメーカーからパナールM3シリーズの近代化回収パッケージが販売されている。イスラエルのSaymar社は、M3のガソリンエンジンをトヨタ自動車製ディーゼルエンジンに換装する他、電気系統の更新・空調設備追加・パワーステアリング追加・新型ディスクブレーキ・車外通話システムなどを追加するパッケージを供給している。また、サウジアラビアの企業からもディーゼルエンジンへの換装・エアコン・パワーステアリング・変速機の改良などを含むパッケージが提供されている。

## 運用史

### 中東地域
1970年から73年にかけて少なくとも60両程度のM3 VTTがレバノン軍に引き渡され、レバノン内戦中に使用された。これらの車両は政府軍だけでなく反政府側の民兵組織などにも奪取されて運用された。

### アフリカ地域
アンゴラ独立戦争でポルトガル軍がM3を運用し、少なくとも1両がアンゴラ民族解放戦線に鹵獲された。戦後、これらの車両はアンゴラに引き渡された。
また、モロッコ軍のM3が2011年のリビア内戦時に活動した。この紛争時に見られた一部の車両は米国製のM101 105mm榴弾砲を搭載する改造を施されていた。

## 運用国
- アブダビ首長国 ( アラブ首長国連邦) - 246両[8]

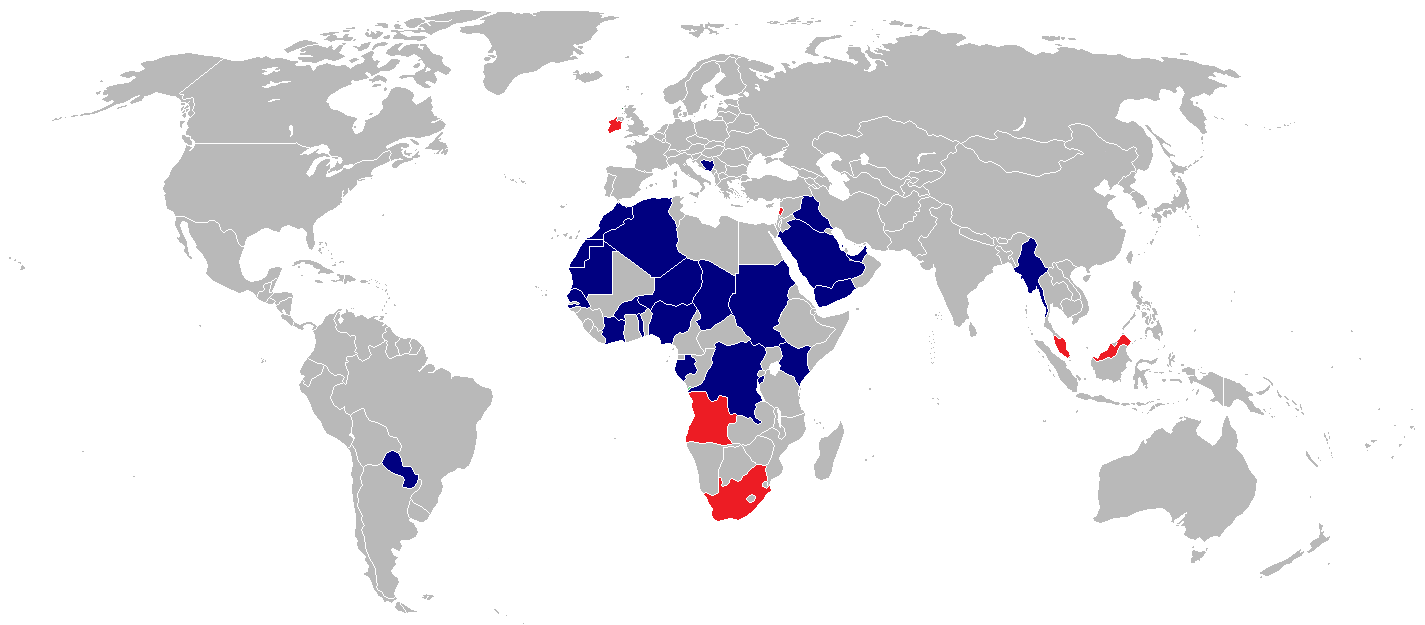
パナールM3運用国、青は現役、赤は退役国

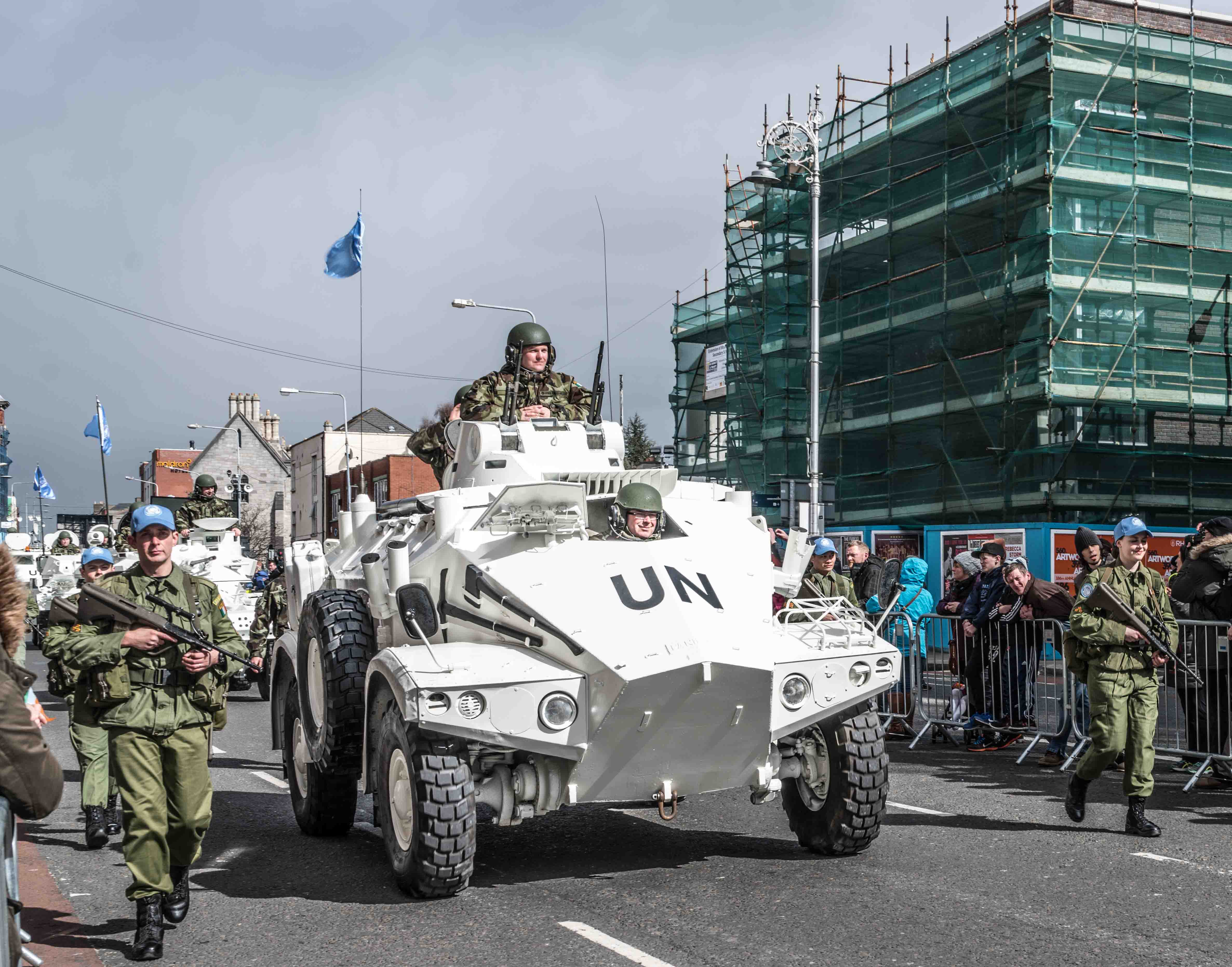
アイルランド軍のパナールM3,
国連任務派遣仕様

- アンゴラ - 8両、ポルトガルから受領。[8]
- アルジェリア - 55両[8]
- バーレーン - 110両[8]
- ボスニア・ヘルツェゴビナ - 11両をアブダビから受領。[8]
- ブルキナファソ - 13両[8]
- ブルンジ - 9両[8]
- チャド - 15両[8]
- コンゴ共和国 - 9両[8]
- コンゴ民主共和国 - 60両[8]
- ガボン - 7両[8]
- イラク - 244両[8]
- アイルランド - 44両[8]
- コートジボワール - 16両[8]
- ケニア - 12両[8]
- レバノン - 30両[8]
- マレーシア - 37両[8]
- ミャンマー - 10両[8]
- モーリタニア - 12両[8]
- モロッコ - 54両[8]
- ニジェール - 32両[8]
- ナイジェリア - 18両[8]
- パラグアイ[8]
- ポルトガル - 8両。アンゴラ独立戦争後、アルヴォー合意（英語版）に基づきアンゴラに引き渡された。[8]
- ルワンダ[8]
- 西サハラ - 5両, モロッコ軍から鹵獲。[8]
- サウジアラビア - 150両[8]
- セネガル - 16両[8]
- スペイン - 23両[8]
- スーダン - 16両[8]
- トーゴ - 5両[8]
- イエメン[8]
- 南アフリカ共和国 - ボスボックとして3両を生産。[9]